# 国際開発センター
一般財団法人国際開発センター（こくさいかいはつセンター、英: International Development Center of Japan）は、一般財団法人。以前は内閣府所管の財団法人だったが、公益法人制度改革に伴い、2010年4月1日に一般財団法人に移行。

## 概要
1971年に設立されたシンクタンクである。
日本で初めての開発・国際協力分野を専門とするシンクタンクである。日本政府だけでなく、世界銀行やアジア開発銀行など国際機関からも、調査業務を受託している。

## 過去に在籍した人物
- 大川一司（理事） - 一橋大学名誉教授。
- 大塚勝夫（研究員） - 早稲田大学商学部教授。
- 奥田英信（研究顧問） - 一橋大学名誉教授。
- 神事直人（研究員） - 京都大学教授。
- 小浜裕久（主任研究員） - 静岡県立大学国際関係学部教授。
- 品川正治（会長） - 日本興亜損害保険社長。
- 田中浩一郎（主任研究員） - 慶應義塾大学総合政策学部教授。
- 田波耕治（理事） - 国際協力銀行総裁。
- 速水優（監事） - 日本銀行総裁。
- 御手洗冨士夫（理事） - キヤノン社長。
- 吉田恒昭（研究員） - 東京大学名誉教授。
- 渡辺利夫（理事） - 拓殖大学学事顧問。